# تأثير العراب
تأثير العراب أو تأثير فيلم العراف(بالإنجليزية: The Godfather Effect) هو كتاب يشمل دراسة نالت استحسان النقاد عام 2012 لثلاثية العراب - بالإضافة إلى رواية الكاتب ماريو بوزو الصادرة عام 1969 - وتأثيرها على الثقافة الأمريكية. توضح الدراسة، الذي كتبها كاتب السيرة الذاتية توم سانتوبيترو، كيف كان فيلم العراب نقطة تحول في الوعي الثقافي الأمريكي. وذلك بتركيزه على الانتماء العرقي الفخور، لم يغير فيلم العراب الطريقة التي يرى بها الأمريكيون الإيطاليون أنفسهم فحسب، بل كيف ينظر الأمريكيون من جميع الخلفيات إلى هوياتهم الذاتية الفردية والوطنية، وإمكانياتهم، وخيبات الأمل المصاحبة.:83
كان لدراسة تأثير العراب ايضا" بُعد فلسفي أوسع. وكما أشار سانتوبيترو، فإن "ما قدمه ماريو بوزو لم يكن أقل من مجرد خطاب حول جنون الحلم الأمريكي ومجده وفشله". في بداية الرواية يعلن أميريجو بوناسيرا "أنا أؤمن بأمريكا". ثم تصور الرواية أمة حيث المافيا والشركات الشركات التجارية الكبرى وجهان لعملة واحدة: كلاهما فاسد، ويقول الحقيقة بشكل انتقائي، ويفعل بالضبط ما يحلو له. : 81 

## الاستقبال للدراسة
تمت عمل مراجعة الدراسة على نطاق واسع، واستقبلته الصحافة بشكل جيد. وصفته صحيفة هوليوود ريبورتر بأنه "سرد جميل للطريقة التي تشكل بها الثقافة الشعبية صورتنا الذاتية".
صحيفة وول ستريت كتبت أن " دراسة تأثير العراب هو جزء من مذكرات ومقال فيلم أسطوري وجزء تأملي في معنى العرقية في الحياة الأمريكية، ويحدد كيف عكسته أفلام العراب الثلاثة. إلى جانب رواية ماريو بوزو عام 1969 التي تم اقتباسها منها، "الجنون والمجد والفشل للحلم الأمريكي. ومن خلال استكشاف هذا الحلم بمصطلحات إيطالية أمريكية واضحة، نجحت الأفلام في تقديم ما لا يقل عن إضفاء الطابع الإيطالي على الثقافة الأمريكية. وبعبارة أخرى، كانت رائعة للغاية لدرجة أن الجميع أراد أن يبدو قليلا إيطالي."
صحيفة نيوزداي أعربت عن تقديرها للبعد الشخصي في دراسة سانتوبيترو، مشيرة إلى أنه "في النهاية فإن اللحظات الشخصية، مثل أخذ سانتوبيترو لوالده المسن لزيارة الملعب حيث كان يلعب البيسبول عندما كان طفلاً، هي التي تكون مؤثرة". وتشكل الأفلام أساس دراسة تأثير العراب، لكن الروابط مع العائلة هي التي تمنحه أهمية مميز مثل كريمة كانولي.
وجدت صحيفة نيويورك جورنال أوف بوكس أن سانتوبيترو "ينسج عناصر المذكرات والتاريخ وتحليلات الجوانب الرسمية والموضوعية للأفلام." تم الاعتراف بالكتاب لقيمته التاريخية من خلال مجلة سميثسونيان، النشرة الرسمية لـ مؤسسة سميثسونيان.

## المؤلف
مؤلف الدراسة هوكاتب سيرة ذاتية مشهور، كتب سانتوبيترو دراسات متعمقة للعديد من أيقونات هوليود السينمائية، كل منهم يعكس ويحدد المشهد الثقافي الأمريكي. وشملت الدراسات
- يوم دوريس (النظر في يوم دوريس)،[9]
- باربرا سترايساند (أهمية أن تكون باربرا)،[8]
- الوصف النهائي مسيرة فرانك سيناترا السينمائية في هوليوود (سيناترا في هوليوود).[10]

## قالوا عن الكتاب
- ... رواية جميلة عن الطريقة التي تشكل بها الثقافة الشعبية صورتنا الذاتية. (هوليوود ريبورتر)[4]
- بطريقة سلسة... إنها الروابط مع العائلة التي تمنحها مركزًا حلوًا مثل كريمة الكانولي. (نيوزداي)
- باستخدام ثلاثية الأب الروحي كمرآة له، يقدم توم سانتوبييترو تحليل جاد وذكي من الجيل الثاني لأفلام المافيا والحياة الإيطالية وهويتنا الأمريكية المشتركة. (باتي لوبون)[4]

## الروابط الخارجية
- صفحة الناشر الرسمية لماكميلان
- تأثير العراب
- الموقع الرسمي